# Meistriliiga 2007
La Meistriliiga 2007 fu la 17ª edizione della massima serie del campionato di calcio estone conclusa con la vittoria del Levadia Tallinn, al suo quinto titolo.
Capocannoniere del torneo fu Dmitri Lipartov (Trans Narva), con 30 reti.

## Formula
Le 10 squadre partecipanti giocano un doppio turno andata e ritorno (andata e ritorno + andata e ritorno), pertanto ciascuna squadra gioca 4 volte contro ciascuna avversaria per un totale di 36 giornate.
La squadra campione di Estonia ha il diritto a partecipare alla UEFA Champions League, partendo dal secondo turno preliminare.

Le squadre classificate al secondo e terzo posto sono ammesse alla Coppa Uefa.
La squadra classificata al quarto posto è ammessa alla Coppa Intertoto.
Retrocede direttamente l'ultima in classifica, mentre la penultima disputa uno spareggio contro la seconda della seconda divisione.

## Squadre partecipanti
Il Kuressaare, promosso dall'Esiliiga, prende il posto del Warrior Valga, giunto all'ultimo posto nel precedente campionato. Le due squadre di Tartu, Maag Tartu e Tammeka Tartu, si fondono e danno origine al Maag Tammeka. L'ultimo posto vacante in Meistriliiga viene dunque assegnato al Tulevik Viljandi, 9° nella scorsa stagione di Meistriliiga e sconfitto allo spareggio dal Kalev Tallinn, che viene così ripescato nella massima serie.
| Club             | Città      | Stadio                   | Posizione 2006                                       |
| ---------------- | ---------- | ------------------------ | ---------------------------------------------------- |
| Ajax Lasnamäe    | Tallinn    | FC Ajax Stadium          | 8º posto                                             |
| Flora Tallinn    | Tallinn    | A. Le Coq Arena          | 3º posto                                             |
| Kalev Tallinn    | Tallinn    | Kalevi Keskstadioon      | 3º posto in Esiliiga e vincitore dello spareggio p/r |
| Kuressaare       | Kuressaare | Kuressaare linnastaadion | 2º posto in Esiliiga                                 |
| Levadia Tallinn  | Tallinn    | Stadio Kadrioru          | Campione                                             |
| Maag Tammeka     | Tartu      | Stadio Tamme             | 5º posto (Maag Tartu) e 6º posto (Tammeka Tartu)     |
| Trans Narva      | Narva      | Stadio Kreenholmi        | 2º posto                                             |
| Tulevik Viljandi | Viljandi   | Viljandi linnastaadion   | 9º posto, sconfitto allo spareggio p/r e ripescato   |
| TVMK Tallinn     | Tallinn    | Stadio Kadrioru          | 4º posto                                             |
| Vaprus Pärnu     | Pärnu      | Stadio Pärnu Kalevi      | 7º posto                                             |

## Classifica finale
|                    | Pos. | Squadra            | Pt | G  | V  | N | P  | GF  | GS  | DR   |
| ------------------ | ---- | ------------------ | -- | -- | -- | - | -- | --- | --- | ---- |
| Estonia (bandiera) | 1.   | Levadia Tallinn    | 91 | 36 | 29 | 4 | 3  | 126 | 20  | +106 |
|                    | 2.   | Flora Tallinn      | 83 | 36 | 26 | 5 | 5  | 108 | 30  | +78  |
|                    | 3.   | TVMK Tallinn       | 79 | 36 | 25 | 4 | 7  | 116 | 36  | +70  |
|                    | 4.   | Trans Narva        | 78 | 36 | 25 | 3 | 8  | 89  | 28  | +61  |
|                    | 5.   | Maag Tammeka Tartu | 62 | 36 | 18 | 8 | 10 | 54  | 40  | +14  |
|                    | 6.   | Kalev Tallinn      | 43 | 36 | 13 | 4 | 19 | 44  | 74  | -30  |
|                    | 7.   | Tulevik Viljandi   | 37 | 36 | 11 | 4 | 21 | 43  | 80  | -37  |
|                    | 8.   | Vaprus Pärnu       | 25 | 36 | 8  | 1 | 27 | 35  | 96  | -61  |
|                    | 9.   | Kuressaare         | 18 | 36 | 5  | 3 | 28 | 25  | 94  | -69  |
|                    | 10.  | Ajax Lasnamäe      | 5  | 36 | 1  | 2 | 33 | 14  | 153 | -139 |

### Verdetti
- Levadia Tallinn Campione d'Estonia 2007 e ammessa al primo turno preliminare di UEFA Champions League 2008-2009.
- Trans Narva ammesso al primo turno di Coppa Intertoto 2008
- Flora Tallinn e TVMK Tallinn ammesse al primo turno preliminare di Coppa UEFA 2008-2009
- Ajax Lasnamäe retrocessa in Esiliiga.
- Kuressaare sconfitto allo spareggio promozione/retrocessione e retrocesso in Esiliiga.

## Spareggio promozione/retrocessione
| 18 novembre 2007                               | Kalju Nõmme | 0 – 1        | Kuressaare | (440 spett.) |
| \| \| \| \| \| \| Marcatori \| 69’ Veskimäe \| |             |              |            |              |
|                                                |             |              |            |              |
|                                                | Marcatori   | 69’ Veskimäe |            |              |

| 24 novembre 2007                                               | Kuressaare | 1 – 2             | Kalju Nõmme | (150 spett.) |
| \| \| \| \| \| Kriska 64’ \| Marcatori \| 4’ Tammo 20’ Dona \| |            |                   |             |              |
|                                                                |            |                   |             |              |
| Kriska 64’                                                     | Marcatori  | 4’ Tammo 20’ Dona |             |              |

### Verdetto
Kalju Nõmme promossa per la regola dei gol fuori casa, Kuressaare retrocesso in Esiliiga.

## Classifica marcatori
| Pos | Nome                 | Club            | Gol |
| --- | -------------------- | --------------- | --- |
| 1   | Dmitry Lipartov      | Trans Narva     | 30  |
| 2   | Indrek Zelinski      | Levadia Tallinn | 24  |
| 3   | Tiit Tikenberg       | Kalev Tallinn   | 20  |
| 4   | Maksim Gruznov       | Trans Narva     | 18  |
| 5   | Jarmo Ahjupera       | Flora Tallinn   | 17  |
| 6   | Tarmo Kink           | Levadia Tallinn | 16  |
| 7   | Juha Hakola          | Flora Tallinn   | 14  |
| -   | Vjatšeslav Zahovaiko | Flora Tallinn   | 14  |
| -   | Sergei Zenjov        | TVMK Tallinn    | 14  |
| 10  | Aleksandr Kulatšenko | TVMK Tallinn    | 13  |
| -   | Aleksandr Dubõkin    | Trans Narva     | 13  |
| -   | Nikita Andreev       | Levadia Tallinn | 13  |